# Vụ tấn công Bộ Tổng tham mưu Quân lực Việt Nam Cộng hòa
Vụ tấn công trụ sở Bộ Tổng tham mưu, cơ quan đầu não của Quân lực Việt Nam Cộng hòa (QLVNCH), xảy ra vào rạng sáng ngày 31 tháng 1 năm 1968. Trụ sở Bộ Tổng tham mưu nằm ở phía đông Căn cứ không quân Tân Sơn Nhứt. Cuộc tấn công của lực lượng Mặt trận Dân tộc Giải phóng miền Nam Việt Nam (QGP) là một trong nhiều cuộc tấn công lớn vào Sài Gòn trong những ngày đầu của Sự kiện Tết Mậu Thân. Cuộc tấn công bị đẩy lùi và QGP bị tổn thất nặng nề, còn trụ sở không chịu thiệt hại vật chất nào.

## Bối cảnh
Bảo vệ an ninh ở Sài Gòn là trách nhiệm của Việt Nam Cộng hòa, cùng với đơn vị mặt đất duy nhất của Hoa Kỳ trong thành phố là Tiểu đoàn Quân cảnh 716. Tiểu đoàn này chịu trách nhiệm thực thi pháp luật đối với nhân viên Hoa Kỳ tại Sài Gòn.
Lệnh ngừng bắn Tết Nguyên Đán có hiệu lực từ ngày 29 tháng 1, nhưng bị chấm dứt vào ngày 30 tháng 1 sau khi quân cộng sản phát động các cuộc tấn công vào Quân đoàn II. Tư lệnh Lực lượng Dã chiến II, Tướng Frederick C. Weyand triển khai lực lượng của mình để bảo vệ Sài Gòn. Tổng Tham mưu trưởng, Tướng Cao Văn Viên, ra lệnh cho Tiểu đoàn 8 Nhảy dù, đang triển khai đến Quảng Trị, ở lại Căn cứ không quân Tân Sơn Nhứt và bốn tiểu đoàn Thủy quân lục chiến tái triển khai vào Sài Gòn.

## Diễn biến

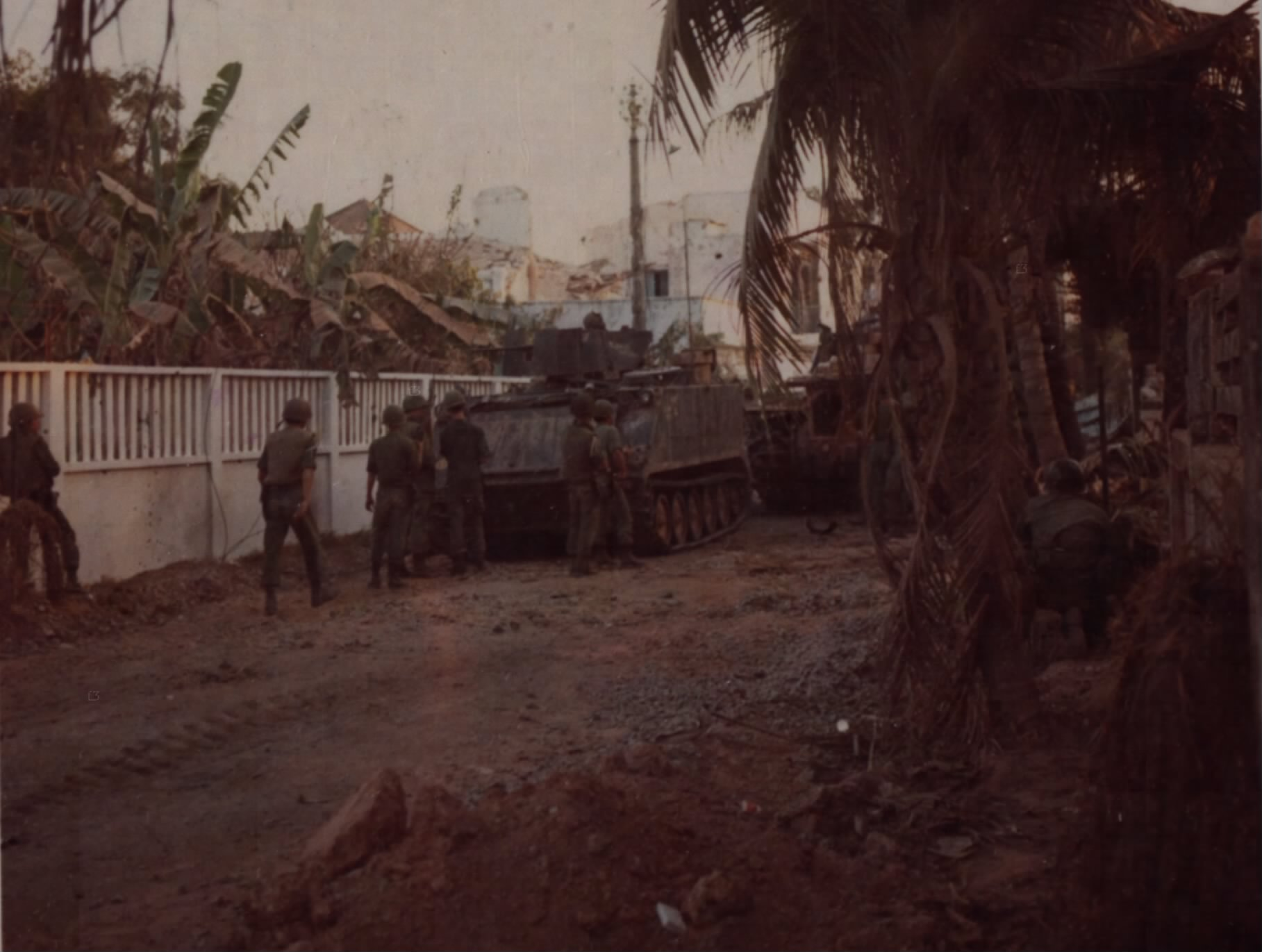
Lực lượng QLNCH gần BOQ số 3, ngày 31 tháng 1 năm 1968

Lúc 03:00 ngày 31 tháng 1, một chiếc xe quân sự của VNCH rẽ vào đường Võ Tánh (nay là đường Hoàng Văn Thụ), một con đường lớn dọc theo bờ tường phía nam của Bộ Tổng Tham mưu và đi vào Cổng 5 của cơ quan này (10°48′00″B 106°40′16″Đ / 10,8°B 106,671°Đ). Đúng lúc đó, 22 lính QGP trang bị AK-47 và súng phóng lựu B40 xuất hiện trong ngõ đối diện Cổng 5 ở phía bên kia đường Võ Tánh và định xông vào cổng. Lính canh VNCH đóng cổng và nổ súng vào QGP, giết chết một số người và buộc họ phải lẩn trốn trong các tòa nhà dân cư trong ngõ. Xa hơn trong con hẻm là Khu Sĩ quan Ủy nhiệm (Bachelor Officers' Quarters, viết tắt BOQ) số 3, nơi ở dành cho các sĩ quan Hoa Kỳ. Một người bảo vệ của Tiểu đoàn Quân cảnh 716 chứng kiến vụ đọ súng, khóa cửa và phát thanh cảnh báo đến trụ sở Tiểu đoàn.
Chỉ huy Tiểu đoàn Quân cảnh 716, Trung tá Gordon D. Rowe lệnh cho hai đội xe jeep tuần tra đến điều tra báo cáo, và khi đến nơi, họ được biết rằng hơn chục lính QGP đang lẩn trốn trong các tòa nhà rải rác trong con hẻm. Lực lượng quân cảnh kêu gọi tiếp viện và hướng dẫn họ tránh con hẻm khi họ đến gần. Một lực lượng phản ứng gồm 26 quân cảnh từ Đại đội C được cử đi với ba người đi xe jeep có súng, theo sau là 23 quân cảnh trên xe tải M35. Hai xe rẽ vào ngõ, trong lúc xe jeep chưa nổ súng thì xe tải đã bị trúng rocket B-40 và bị hỏng. Khi các quân cảnh nhảy ra khỏi xe tải, họ đã bị trúng hỏa lực vũ khí tự động của QGP, khiến 16 người thiệt mạng và 7 người còn lại bị thương. Hai trong số các quân cảnh bị thương đã bò đến nơi an toàn và một người thứ ba được giải cứu, nhưng hỏa lực dữ dội của QGP đã ngăn cản mọi nỗ lực giải cứu tiếp theo. Lúc 13 giờ, một chiếc xe bọc thép V100 của Tiểu đoàn Quân cảnh 720 đóng tại Tổng kho Long Bình đến BOQ số 3 và lực lượng quân cảnh đã giải cứu những người sống sót còn lại và hầu hết những người thiệt mạng. QGP vẫn giữ nguyên vị trí của cho đến ngày 1 tháng 2, khi LVNCH phát động tấn công, giết chết 10 người và bắt sống những người còn lại.
Lúc 07:00, khoảng 200 lính QGP của Tiểu đoàn 2 Gò Môn tấn công Cổng 2 của trụ sở Bộ Tổng tham mưu (10°48′00″B 106°40′32″Đ / 10,8°B 106,6756°Đ) bằng tên lửa B-40, tiêu diệt lính canh và tiến vào góc đông nam của trụ sở này. QGP chiếm một số tòa nhà hành chính trống, thay vì di chuyển 500 mét về phía tây bắc để tấn công tòa nhà chỉ huy thực sự. Khi biết tin về vụ tấn công mới nhất này, Cao Văn Viên lệnh cho Tiểu đoàn 8 Nhảy dù đang chiến đấu với QGP tại Căn cứ không quân Tân Sơn Nhứt cử hai đại đội đến Bộ Tổng Tham mưu để đánh đuổi VC. Lúc 09:00, trực thăng Hoa Kỳ thả các đại đội Nhảy dù xuống sở chỉ huy của Cao Văn Viên, và ông triển khai họ đến chốt chặn QGP tại chỗ cho đến khi có thêm quân tiếp viện. Tiểu đoàn 2 Thủy quân lục chiến và Tiểu đoàn 6 Nhảy dù được triển khai vài giờ sau đó và di chuyển vào để giao chiến với QGP, buộc họ phải bỏ vị trí khi màn đêm buông xuống và phân tán vào thành phố.
Quân đội nhân dân Việt Nam tuyên bố đã tiêu diệt "hàng trăm tên địch" trong cuộc tấn công trước khi buộc phải rút lui do thương vong nặng nề và thiếu đạn dược.
Sau đó vào ngày 31 tháng 1, một máy bay trực thăng của Hoa Kỳ đã đón Tổng thống VNCH Nguyễn Văn Thiệu từ nhà riêng ở Mỹ Tho và thả ông tại trụ sở Bộ Tổng tham mưu, Ở đó, Thiệu cùng với Phó Tổng thống Nguyễn Cao Kỳ (có nhà ở gần đó) và Cao Văn Viên điều phối QLVNCH đáp trả cuộc tấn công Tết Mậu Thân trong những ngày tiếp theo.